# Spellbound (álbum de Paula Abdul)
Spellbound é o segundo álbum de estúdio da cantora americana Paula Abdul. Foi lançado em 14 de Maio de 1991, pelo selo Virgin. O álbum se tornou o segundo a atingir o primeiro lugar na parada de álbuns Billboard 200 e foi mais um sucesso comercial da cantora. Dois de seus cinco singles chegaram ao primeiro lugar da Billboard Hot 100, "Rush, Rush" e "The Promise of a New Day", respectivamente. Seus outros singles foram "Blowing Kisses in the Wind", "Vibeology" e "Will You Marry Me?". Spellbound vendeu 7 milhões de cópias mundialmente e recebeu três certificados de platina nos Estados Unidos pela RIAA.
Após o lançamento do álbum, Abdul embarcou em sua primeira turnê mundial, intitulada "Under My Spell Tour", entre 1991 e 1992. A faixa "U" estava planejada para ser lançado como o sexto single do álbum, mas foi descartado. É por isso que a performance de "U" no lançamento do VHS da turnê "Under My Spell" teve uma forte sensação de videoclipe. Algumas faixas foram mixadas usando QSound.

## Recepção crítica
Em 2003, a equipe da Slant Magazine incluiu o Spellbound em sua lista de "50 álbuns pop essenciais".

## Performance comercial
O álbum estreou em número cinco na Billboard 200 e subiu quatro posições para o número um na semana seguinte, onde permaneceu por duas semanas consecutivas, vendendo 88.000 e 89.000 unidades, respectivamente. O álbum se distinguiu ao se tornar o álbum número um com menos vendas na era Nielsen SoundScan na época de seu lançamento — um feito que manteve até 2004, quando o Speakerboxxx/The Love Below do grupo Outkast vendeu 86.000 cópias. Isso se deve principalmente ao recém-implementado sistema de rastreamento da SoundScan, que não havia sido implementado em todas as principais cadeias de música, portanto as vendas não eram totalmente precisas. No entanto, o álbum se tornou um best-seller e emergiu como o álbum mais vendido no mês de junho, passando 16 semanas entre os 10 primeiros, e foi certificado três vezes platina pela RIAA em janeiro de 1992. No geral, o álbum passou 70 semanas na parada Billboard 200 e foi classificado como o 18º melhor nas paradas do ano de 1991 (e 40º melhor nas paradas do ano de 1992).

## Faixas
| Versão standard |                               |                                                           |                 |         |  |
| N.º             | Título                        | Compositor(es)                                            | Produtor(es)    | Duração |  |
| 1.              | "The Promise of a New Daya"   | Paula Abdul Peter Lord Sandra St. Victor V. Jeffrey Smith | Lord Smith      | 4:32    |  |
| 2.              | "Rock Housea"                 | Abdul Lord Victor Smith                                   | Lord Smith      | 4:11    |  |
| 3.              | "Rush Rush"                   | Lord                                                      | Lord Smith      | 4:52    |  |
| 4.              | "Spellbounda"                 | Abdul Lord Victor Smith                                   | Lord Smith      | 4:48    |  |
| 5.              | "Vibeology"                   | Lord Victor Smith                                         | Lord Smith      | 5:16    |  |
| 6.              | "Ua"                          | Prince                                                    | Paisley Park    | 4:05    |  |
| 7.              | "My Foolish Heart"            | Lord Smith                                                | Lord Smith      | 4:10    |  |
| 8.              | "Blowing Kisses in the Winda" | Lord                                                      | Lord Smith      | 4:41    |  |
| 9.              | "To Youa"                     | Jorge Corante Colin England                               | Corante England | 3:31    |  |
| 10.             | "Alright Tonighta"            | John Hiatt                                                | Don Was         | 4:28    |  |
| 11.             | "Will You Marry Me?"          | Abdul Lord Victor Smith                                   | Lord Smith      | 4:24    |  |
| Duração total:  | Duração total:                | Duração total:                                            | Duração total:  | 49:03   |  |

Nota
- ↑a  denota uma faixa que foi mixada com QSound.

## Créditos
- Produção — Peter Lord, Paisley Park, V. Jeffrey Smith, Jorge Corante e Don Was
- Engenheiros — Wolfgang Aichholz, Ed Cherney, Don Feinerg, Arne Frager, Rod Hull, Michael Koppelman, Greg Laney e Dave Pensado
- Vocais principais e Synclavier II — Paula Abdul
- Vocais Secundários — Sweet Pea Atkinson, Sir Harry Bowens, Sally Dworsky, Colin Inglaterra, The Family Stand, Peter Lord, Arnold McCuller, Sandra St. Victor
- Guitarras — Mike Campbell, Mark Goldenberg, Randy Jacobs, Clifford Moonie Pusey e V. Jeffrey Smith
- Teclados — Jorge Corante, Tom Hammer, Peter Lord, Ivan Neville e V. Jeffrey Smith
- Órgão — Jamie Muhoberac
- Baixo — Tim Drummond
- Bateria — Curt Bisquera, Rocky Bryant
- Percussão — Paulinho Da Costa
- Trompete — Greg Adams
- Sax tenor — Steve Grove
- Sax barítono — Stephen Kupka
- Harmônica — Stevie Wonder
- Violino — Stuart Canin
- Diretor de Iluminação — Billy Heaslip
- Fotografia — Robert Lobetta

## Certificados
| Região | Certificação | Unidades   |
| --- | ------------ | ---------- |
| Austrália (ARIA)                                                                                          | Ouro         | 35,000^    |
| Canadá (Music Canada)                                                                                     | 2× Platina   | 200,000^   |
| Suécia (CLF)                                                                                              | Platina      | 100,000^   |
| Reino Unido (BPI)                                                                                         | Ouro         | 100,000^   |
| Estados Unidos (RIAA)                                                                                     | 3× Platina   | 3,000,000^ |
| * valores de vendas baseados apenas na certificação ^ números de remessas baseadas apenas na certificação |              |            |